# Maloucha
Maloucha (Малуша), fille de Malk Lioubetchanine selon la chronique de Nestor, est une servante-économe (avec le statut de kholop), d'Olga de Kiev ; elle a été la concubine de Sviatoslav Ier, grand-prince de la Rus' de Kiev, de la dynastie des Riourikides, qui a régné de 962 à 972. D'après les chroniques slaves, elle est la mère de Vladimir Ier et la sœur de Dobrynia, tuteur de Vladimir et gouverneur de Novgorod.

## Origines
Comme les sources médiévales sont silencieuses sur ses origines, les historiens russes du XIXe siècle se sont livrés à nombre de conjectures. Alexeï Chakhmatov (1864-1920) émit l'hypothèse que son nom était une version slave du nom scandinave Malfried. La Chronique des temps passés évoque une certaine Malfried morte en l'an mille.